# BMW E87

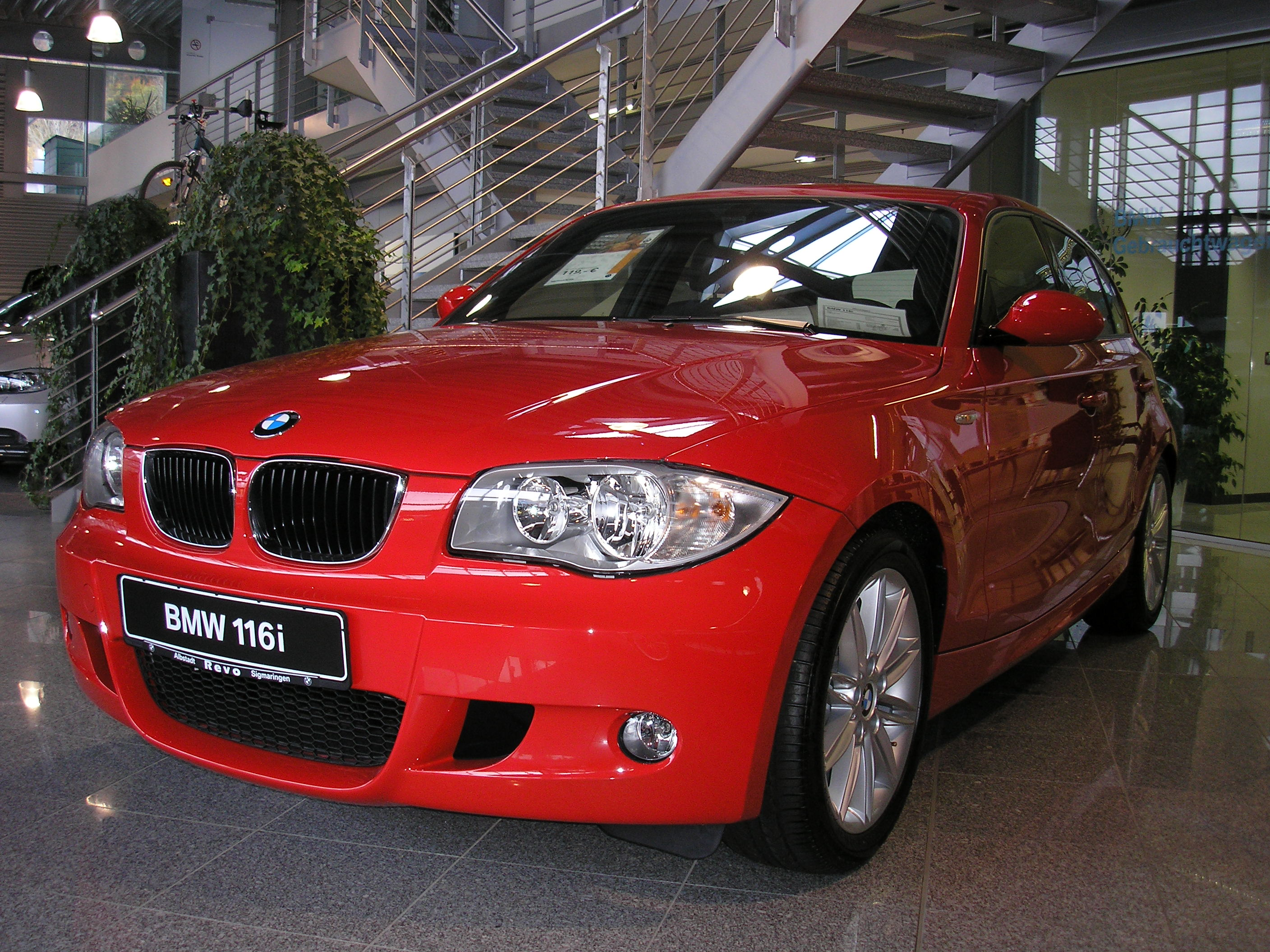
En BMW 116i utrustad med s.k. M-sportpaket.

BMW E87 (eller BMW 1-serie) är en personbilsmodell från BMW som introducerades i september 2004. Bilen tillverkades i Regensburg, Tyskland (5-dörrars) samt i den för tiden nya fabriken i Leipzig (3-dörrars, coupé och cabriolet).

## Marknad och försäljning
Likt sin föregångare, 3-serie compact, konkurrerar bilen främst med prestigemodellerna i Golfklassen - till exempel Audi A3 - och har blivit en stor försäljningsframgång för det tyska företaget. Av BMW själva benämns fordonet som en Sports Tourer. Med 149493 sålda bilar under modellens första helår på marknaden (2005) blev den BMW:s tredje mest sålda bil efter 3- respektive 5-serien. Även i Sverige ligger den på plats tre bland BMW:s modeller, sett till nybilsregistreringen. 1065 nya bilar såldes i Sverige under 2005.
Coupé versionen lanserades i Nordamerika den 30 juni 2007 som 2008 årsmodell. Troligen skedde det inte tidigare, delvis på grund av att 3-dörrars versionen av 3-serien som såldes där en kort period under 1990-talet, visade sig sälja ytterst blygsamt.

## Översikt
Den första generationens 1-serie lanserades i september 2004 med ett 5-dörrars karosseri (denna modell har interkoden E87). 3-dörrars versionen (benämnd E81) av samma generation lanseras under 2007.
Denna generation har mycket tekniskt gemensamt med den större 3-serien (samtida E90).

## Motorprogram
| Modell  | Årsmodell | Motor                    | Cylindervolym | Effekt        | Bränslesystem             |
| ------- | --------- | ------------------------ | ------------- | ------------- | ------------------------- |
| 116i    | 2004-07   | N45: 4-cyl radmotor DOHC | 1596 cm³      | 115 hk        | Bränsleinsprutning        |
| 118i    | 2004-07   | N46: 4-cyl radmotor DOHC | 1995 cm³      | 129 hk        | Bränsleinsprutning        |
| 118d    | 2004-07   | M47: 4-cyl radmotor DOHC | 1995 cm³      | 122 hk        | Common rail turbodiesel   |
| 120i    | 2004-07   | N46: 4-cyl radmotor DOHC | 1995 cm³      | 150 hk        | Bränsleinsprutning        |
| 120d    | 2004-07   | M47: 4-cyl radmotor DOHC | 1995 cm³      | 163 hk        | Common rail turbodiesel   |
| 130i    | 2005-09   | N52: 6-cyl radmotor DOHC | 2996 cm³      | 265 hk        | Bränsleinsprutning        |
| 116i    | 2008-09   | N43: 4-cyl radmotor DOHC | 1597 cm³      | 122 hk        | Bränsleinsprutning        |
| 118i    | 2008-     | N43: 4-cyl radmotor DOHC | 1995 cm³      | 143 hk        | Bränsleinsprutning        |
| 118d    | 2008-     | N47: 4-cyl radmotor DOHC | 1995 cm³      | 143 hk        | Common rail turbodiesel   |
| 120i    | 2008-     | N43: 4-cyl radmotor DOHC | 1995 cm³      | 170 hk        | Bränsleinsprutning        |
| 120d    | 2008-     | N47: 4-cyl radmotor DOHC | 1995 cm³      | 177 hk        | Common rail turbodiesel   |
| 123d    | 2008-     | N47: 4-cyl radmotor DOHC | 1995 cm³      | 204 hk        | Common rail turbodiesel   |
| 125i    | 2008-     | N53: 6-cyl radmotor DOHC | 2996 cm³      | 218 hk        | Bränsleinsprutning        |
| 135i    | 2008-10   | N54: 6-cyl radmotor DOHC | 2979 cm³      | 306 hk        | Bränsleinsprutning, turbo |
| 116i    | 2010-     | N43: 4-cyl radmotor DOHC | 1995 cm³      | 122 hk        | Bränsleinsprutning        |
| 116d    | 2010-     | N47: 4-cyl radmotor DOHC | 1995 cm³      | 116 hk        | Common rail turbodiesel   |
| 130i    | 2010-     | N52: 6-cyl radmotor DOHC | 2996 cm³      | 258 hk        | Bränsleinsprutning        |
| 135i    | 2011-     | N55: 6-cyl radmotor DOHC | 2979 cm³      | 306 hk        | Direktinsprutning, turbo  |
| M Coupé | 2011-2012 | N54: 6-cyl radmotor DOHC | 2979 cm³      | 340 hk/500 Nm | Bränsleinsprutning, turbo |